# Lumpang Kuwik
Lumpang Kuwik is een bestuurslaag in het regentschap Nganjuk van de provincie Oost-Java, Indonesië. Lumpang Kuwik telt 1036 inwoners (volkstelling 2010).